# Zantedeschia
Zantedeschia és un gènere de plantes de la família de les aràcies (Araceae). Es coneixen popularment com a lliris de color. Les plantes d'aquest gènere de monocotiledònies formen un tipus d'inflorescència anomenada espàdix amb una gran bràctea que protegeix la flor i que sovint té colors vius. Moltes d'aquestes plantes són apreciades com a plantes ornamentals. Pertanyen al grup de plantes que s'anomenen "lliris". Són sovint verinoses. Una de les espècies més conegudes és el lliri d'aigua, considerat un símbol del nacionalisme irlandès tot i que és una espècie introduïda de l'Àfrica meridional. Aquest gènere va rebre el seu nom en honor de Giovanni Zantedeschi (1773-1846), botànic i metge italià originari de Molina, poble del municipi de Fumane a la província de Verona.

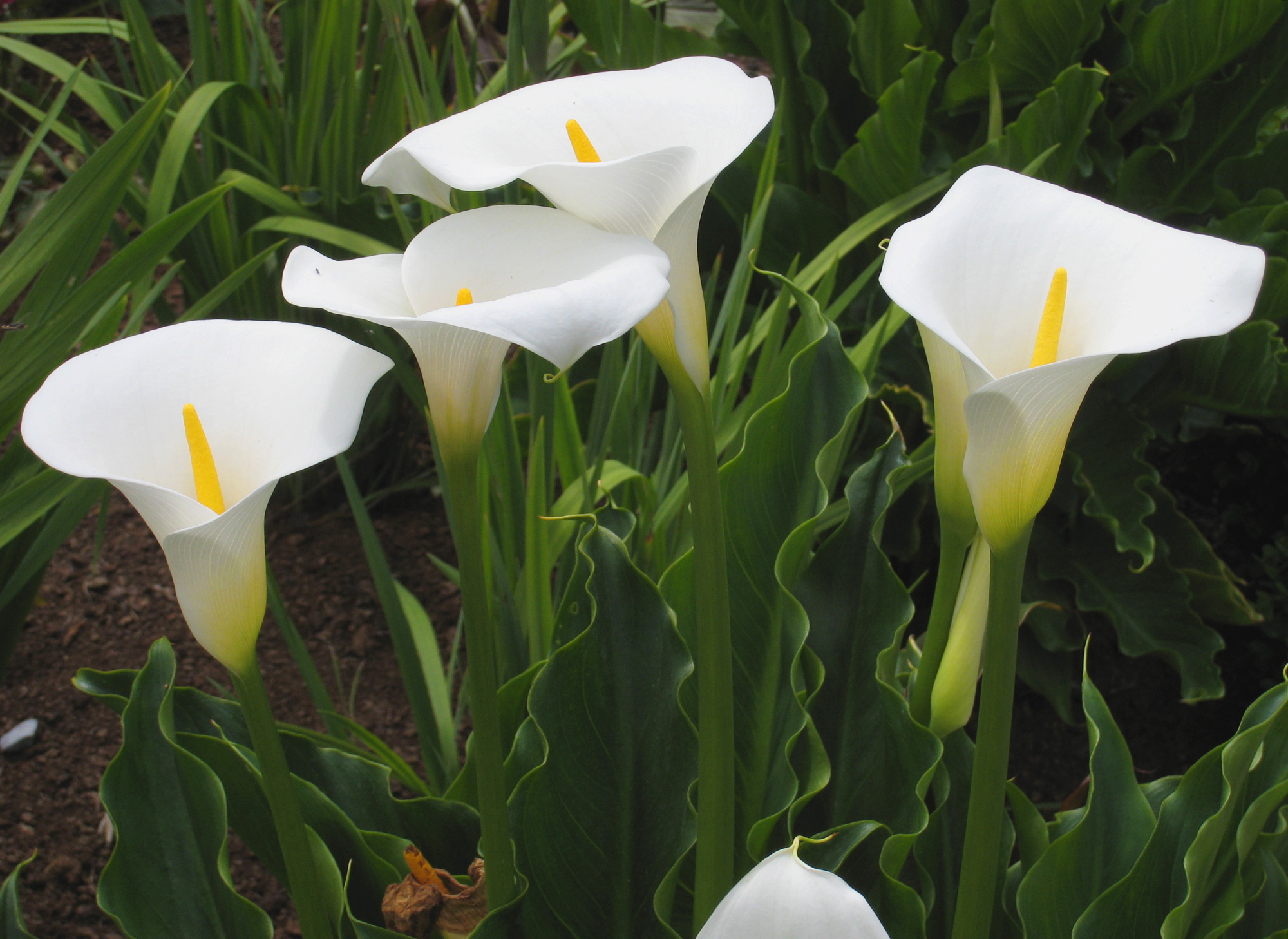
Lliri d'aigua, planta molt comuna i decorativa florint durant les darreries de l'hivern i la primavera

## Llista d'espècies
Hi ha 8 espècies reconegudes:
- Zantedeschia aethiopica (L.) Spreng. - Lliri d'aigua, orella d'ase o lliri de paperina
- Zantedeschia albomaculata (Hook.) Baill.
- Zantedeschia elliottiana (W.Watson) Engl.
- Zantedeschia jucunda Letty
- Zantedeschia odorata P.L.Perry
- Zantedeschia pentlandii (R.Whyte ex W.Watson) Wittm.
- Zantedeschia rehmannii Engl. - Lliri rosat
- Zantedeschia valida (Letty) Y.Singh